# Убивці серед нас
«Убивці серед нас» (нім. Die Mörder sind unter uns) — перший німецький післявоєнний художній фільм, поставлений режисером Вольфгангом Штаудте за власним сценарієм.

## Сюжет
У 1945 році до зруйнованого бомбардуваннями Берліна повертається військовий хірург д-р Ганс Мертенс (Ернст Вільгельм Борхерт). Його будинок зруйновано. Він багато пережив на війні і намагається залікувати душевні травми алкоголем. фотограф Сузанна Вальнер (Гільдеґард Кнеф) що повернулася до рідного Берліна з концентраційного табору, виявляє, що в її старій квартирі проживає Мертенс. Сузанна дозволяє йому залишитися. Незабаром між сусідами по квартирі налагоджуються дружні стосунки. Одного дня Мертенс зустрів у Берліні свого однополчанина капітана Фердинанда Брюкнера (Арно Паульзен). У переддень Різдва 1942 року Брюкнер віддав наказ про розстріл жителів польського села — 36 чоловіків, 54 жінки і 31 дитина. Але після війни Фердинанд Брюкнер перетворився на шанованого громадянина і успішного підприємця, хазяїна фабрики, де зі старих сталевих шоломів випускаються каструлі. Напередодні Різдва 1945 року Мертенс намагається убити Брюкнера, але про його наміри в останню мить здогадується Сузанна Вальнер і запобігає вбивству своєю появою на фабриці. Їй вдається переконати Мертенса заявити про Брюкнера владі, щоб притягнути його до суду.

## У ролях
| Актор/акторка           |   | Роль              |
| ----------------------- | - | ----------------- |
| Гільдеґард Кнеф         | • | Сузанна Вальнер   |
| Ернст Вільгельм Борхерт | • | д-р Ганс Мертенс  |
| Арно Паульзен           | • | Фердинанд Брюкнер |
| Роберт Форш             | • | Густав Мондшайн   |
| Марліза Людвіг          | • | Соня              |
| Ернст Шталь-Нахбаур     | • | лікар             |

## Факти
- Зйомки фільму почалися у березні 1946 року (за два місяці до заснування DEFA) в павільйонах у Бабельсберзі і на численних натурних майданчиках, що лежали в руїнах Берліна.
- Прем'єра фільму відбулася 15 жовтня 1946 року в радянському секторі окупації Берліна в Адміральському палаці, де в цей час розміщувалася Берлінська державна опера. Телевізійна прем'єра у Східній Німеччині відбулася 11 січня 1955 року, у ФРН — 18 листопада 1971 року.
- У радянському прокаті (з 21 липня  1947) фільм демонструвався під назвою «Вони не сховаються» (рос. Они не скроются).